# Dryadaula anthracorma
Dryadaula anthracorma är en fjärilsart som beskrevs av Edward Meyrick 1915. Dryadaula anthracorma ingår i släktet Dryadaula och familjen äkta malar. Inga underarter finns listade i Catalogue of Life.